# Кривонос Павло Олександрович
Кривонос Павло Олександрович (1956) — український державний діяч, дипломат, генеральний директор Генеральної дирекції з обслуговування іноземних представництв Державного управління справами. Дійсний член (академік) Української академії геополітики та геостратегії (2024).

## Біографія
Народився 11 березня 1956 року в Прилуках на Чернігівщині. Закінчив Прилуцький технікум гідромеліорації та електрифікації сільського господарства та Київський інженерно-будівельний інститут.
Працював у системі житлового господарства, заступником голови виконкому, заступником голови держадміністрації Подільського району міста Києва.
З 1992 — генеральний директор Генеральної дирекції з обслуговування іноземних представництв.
Автор низки публіцистичних статей з історії України.

## Дипломатичні ранги та почесні звання
- Має дипломатичний ранг: Надзвичайний і Повноважний Посланник II класу.
- Заслужений будівельник України.
- Почесний професор Національного педагогічного університету імені М. П. Драгоманова
- Почесний професор Відкритого університету розвитку людини «Україна»
- Почесний професор Національного університету "Острозька академія"

## Науково-редакційна діяльність
Є членом редакційних колегій періодичних видань, наукових журналів і збірників:
- «Україна дипломатична». Науковий щорічник. — 2000—2021.
- «Пам'ять століть». Історичний науковий та літературний журнал. — 1999—2012.
- «Історичний календар». Щорічник. — 1995—2013.
- «Український богослов». Історичний і теологічний щорічник. — 1999, 2003.
- «Духовні студії». Науковий теологічний щорічник. — 2010, 2012.
- «Політика і час». Суспільно-політичний журнал. — 2002, 2003.
- Автор проекту серії видань «Бібліотеки наукового щорічника „Україна дипломатична“ ― 17 видань серії.

## Нагороди та почесні відзнаки
- Повний кавалер орденів „За заслуги“: ІІІ ступеня — 1997 рік, ІІ ступеня — 2003 рік, І ступеня — 2006 рік[1].
- Відзнака Президента України — Хрест Івана Мазепи (25 червня 2016) — за значний особистий внесок у державне будівництво, соціально-економічний, науково-технічний, культурно-освітній розвиток України, вагомі трудові здобутки та високий професіоналізм[2]
- Подяка Президента України — 2003 рік[1].
- Подяка Кабінету Міністрів України — 2001 рік[1].
- Відзнака Київського міського голови „Знак Пошани“ — 2001 рік.
- Подяка Національної академії наук України — 11 березня 2001 року.
- Золота медаль „Незалежність“ Київської організації Національної спілки журналістів України — 2001 р.
- Знак „Відмінник освіти України“ Міністерства освіти і науки України — 2005 рік[1].
- Грамота МЗС України „Посол української культури“.
- Почесна Грамота Київського міського голови ― 2006 рік.
- Почесна Грамота Верховної Ради України — 2006 рік[1].
- Нагрудний знак „Почесна відзнака“ МЗС України ІІІ ступеня — 2006 рік, ІІ ступеня — 2007 рік.
- Почесна грамота Національної академії педагогічних наук України — грудень 2007 року.
- Почесний знак Петра Могили» Міністерства освіти і науки України — 30 травня 2007 року[1].
- Офіційна срібна медаль Понтифікату Святішого Отця Бенедикта XVI ― лютий 2010 року.
- Грамота Всеукраїнської благодійної організації «Асоціація видавців та книгорозповсюджувачів» — 10 грудня 2011 року.
- Орден Дружби Соціалістичної Республіки В'єтнам. Указ Президента СРВ № 787 від 23.05.2011.
- Почесна грамота Українського інституту національної пам'яті — 27 квітня 2012 року.
- Золота медаль «Михайло Петрович Драгоманов 1841—1895 рр.» Національного педагогічного університету імені М. П. Драгоманова — 2012 р.
- Сертифікат Посла миру ― 18 жовтня 2013 року.
- Відзнака Посольства Республіки Білорусь «За плідну співпрацю» ― 17 грудня 2015 року.

Релігійно-християнські нагороди:
- Орден Христа Спасителя ― березень 2001 року;
- Орден св. Рівноапостольного князя Володимира Великого ІІІ ступеня (лютий 1999 року), ІІ ступеня (2010 р.);
- Орден св. Архистратига Михаїла — квітень 1999 року;
- Орден св. Кирила і Мефодія — грудень 2006 року;
- Орден св. Миколая Чудотворця — березень 2006 року;
- Міжнародний Орден св. Станіслава — березень 2003 року.